# 가와시모촌
가와시모촌(川下村)은 야마구치현 구가군에 설치되었던 촌이다. 현재의 이와쿠니시에 해당한다.

## 역사
- 1889년 4월 1일 - 정촌제 시행에 의해 무카이마쓰촌, 구루마촌, 나카쓰촌의 구역을 가지고 성립하였다.
- 1940년 4월 1일 - 마리후정, 이와쿠니정, 가와시모촌, 아타고촌, 나다촌과 합병해 이와쿠니시가 성립해, 동일 가와시모촌은 폐지되었다.

철도성 야나이선이 통과하지만 역은 소재하지 않았다.

## 참고문헌
- 角川日本地名大辞典 35 山口県